# Christ-König-Kirche (Holzlar)

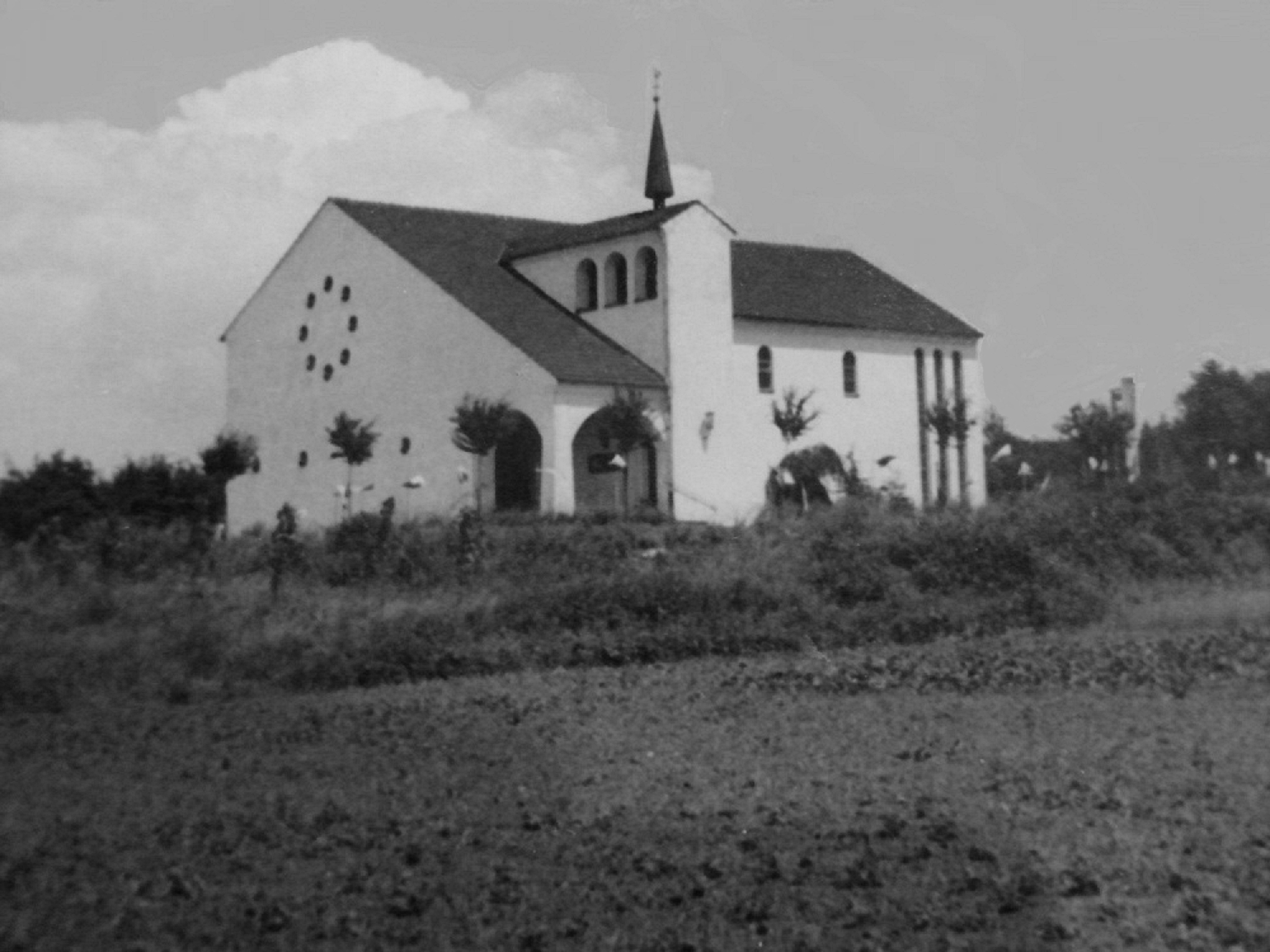
Christ-König-Kirche um 1955

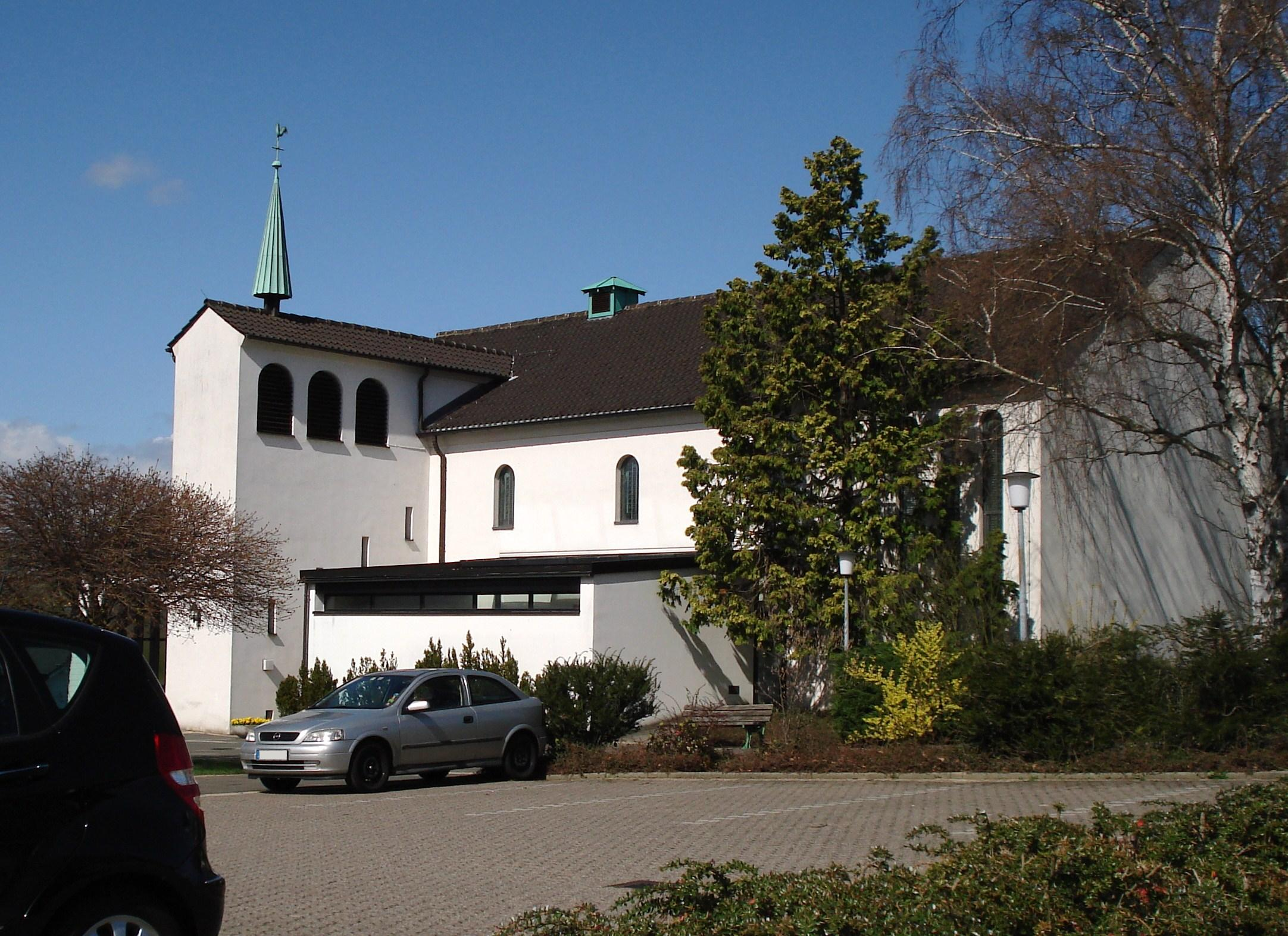
Christ-König-Kirche 2010

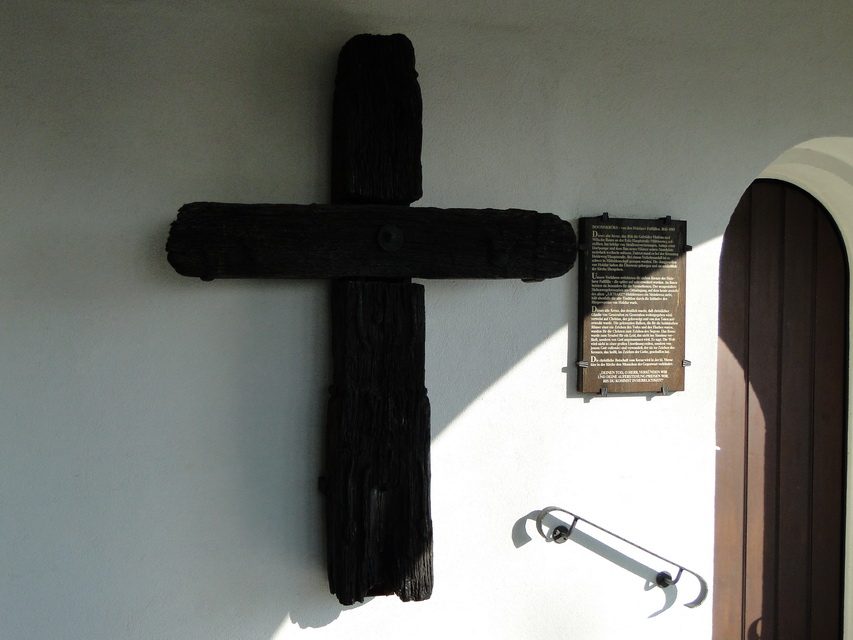
Das „Boomskröks“

Die katholische Kirche Christ König in Holzlar, einem Ortsteil des Bonner Stadtbezirks Beuel, war das erste in Holzlar gebaute Kirchengebäude.

## Geschichte
Im Jahr 1925 entstand in Holzlar eine Initiative zum Bau einer eigenen Kirche in der Nähe der Schule. Der Plan scheiterte zunächst an den Kosten.
Erneut griff 1951 eine Bürgerversammlung die Kirchbaufrage auf. Am 22. Juli 1951 wurde eine Arbeitsgemeinschaft mit dem Gründer der Kautex-Werke und damaligen Gemeindebürgermeister Reinold Hagen als Vorsitzenden gebildet. Als bester Platz für die Kirche galt erneut die Nähe der Schule. Das rund 5000 m² große Grundstück konnte mithilfe des Erzbistums Köln und Reinold Hagens erworben werden. Den von Köln genehmigten Plan erstellte Hagens Bruder Hermann, der auch die Bauleitung übernahm.
Der Bau begann am 20. Juni 1952. Schüler zogen mit ihrem Lehrer einen Graben zur Bodenprobe. Am 15. Januar 1953 folgten die Ausschachtungsarbeiten.
Am Sonntag, dem 28. Juni 1953, legte Dechant Rösgen den Grundstein. Noch im selben Jahr wurde die Holzlarer Kirche fertiggestellt. Die Zeiten für die Sonntagsmesse, die zunächst die Geistlichen aus Pützchen halten sollten, wurden auf 8.30 und 10 Uhr festgelegt. Am 13. Dezember 1953 benedizierte Prälat Lewen aus Köln die Kirche. Drei Tage später fand der erste Schulgottesdienst statt. Die Konsekration der Christkönigskirche erfolgte am 19. April 1954 durch Weihbischof Joseph Ferche.
Im Jahre 2000 wurde ein Andachts-, Unterrichts- und Tanzraum angebaut; im Jahre 2008 wurden bunte Fenster eingebaut.
Zur Kirchengemeinde Christ König gehören der benachbarte, vorher zur Kirchengemeinde Stieldorf gehörende Bonner Stadtteil Hoholz und die in der Nachbarstadt Sankt Augustin gelegene Kapelle im Schloss Birlinghoven. Die Kirchengemeinde mit ihren etwa 4200 Kirchenmitgliedern ist seit 18. März 2002 mit den Nachbargemeinden Sankt Adelheid (Pützchen) und Sankt Antonius (Holtorf) zum Pfarrverband „Am Ennert“, seit 1. Januar 2010 „Katholischer Kirchengemeindeverband Am Ennert“ zusammengeschlossen; die Seelsorge war seit 2011 bis August 2019 dem indischen Karmeliterorden CMI übertragen.

## Orgel
Im Jahre 1988 erstellte die Firma Kleuker Orgelbau, Brackwede auf der Empore über dem Kircheneingang eine Orgel mit 19 Registern (1314 Pfeifen).
| I Hauptwerk |       |
| Principal   | 8′    |
| Bleigedackt | 8′    |
| Octave      | 4′    |
| Nasard      | 2 ⁄3′ |
| Feldflöte   | 2′    |
| Mixtur IV   | 1 ⁄3′ |
| Trompete    | 8′    |
| Tremulant   |       |

| II Schwellwerk  |       |
| Rohrflöte       | 8′    |
| Viola di Gamba  | 8′    |
| Blockflöte      | 4′    |
| Prinzipal       | 2′    |
| Quinte          | 1 ⁄3′ |
| Sesquialtera II | 2 ⁄3′ |
| Scharff III     | 1′    |
| Hautbois        | 8′    |
| Tremulant       |       |

| Pedal      |         |
| Subbass    | 16′     |
| Principal  | 8′      |
| Pommerbass | 8′      |
| Piffaro    | 4′ + 2′ |

- Koppeln: Normalkoppeln: II/I, I/P, II/P als Wippen und Fußtritte
- Spielhilfen: 6-fache elektrische Setzerkombination, Tutti, Auslöser

## Glocken
Die Feier der Glockenweihe am 6. Dezember wurde im Kirchenschiff begangen. Durch Stiftungen waren vier Glocken da, die Dechant Rösgen segnete: die 350 kg schwere Christ-König-Glocke, gestiftet von der Belegschaft der Kautexwerke, die Marienglocke (270 kg), die Margaretaglocke (140 kg) und die Antoniusglocke (100 kg). Mit ihren Schlagtönen b1, c2, es2 und f2 ergeben sie die Anfangstöne des Chorals Christ ist erstanden. Für jede Glocke waren in besonderen Versammlungen Paten ausgelost worden, sodass alle vier Ortsteile bedacht waren.

## Boomskröks
Das „Boomskröks“ genannte Holzwegekreuz von 1816 war einst eins der sieben (später acht) Kreuze der Holzlarer Fußfälle. Es wurde 1816 an der Ecke Hauptstraße und Mühlenweg errichtet. Das Kreuz wurde mehrfach umgesetzt und stand zuletzt an der Ecke Heideweg und Hauptstraße, dort wurde es bei einem Verkehrsunfall schwer zerstört. Die Überreste wurden durch die Holzlarer Junggesellen geborgen und der Kirche übergeben. Es ist unter der Nummer A 3230 in der Liste der Baudenkmäler im Bonner Ortsteil Holzlar verzeichnet.